# 登波火山
登波火山是印度尼西亞蘇門答臘的火山，位於南蘇門答臘省，山頂附近有7個火山口，火山口的西北端有一座闊400米的火山湖。登波火山有史以來火山活動規模輕微至中等，最近一次的火山活動在2017年。